# Panempan
Panempan is een bestuurslaag in het regentschap Pamekasan van de provincie Oost-Java, Indonesië. Panempan telt 2450 inwoners (volkstelling 2010).